# Station Somain
Station Somain (Frans: Gare de Somain) is een spoorwegstation in de Noord-Franse gemeente Somain. Het station is gelegen aan de spoorlijnen Douai - Blanc-Misseron en Busigny - Somain. Vroeger liepen vanaf hier ook de spoorlijnen Somain - Halluin, Aubigny-au-Bac - Somain en Somain - Vieux-Condé.